# Ēriks Jēkabsons (polityk)
Ēriks Jēkabsons (ur. 3 kwietnia 1959 w Rydze) – łotewski duchowny protestancki, polityk i konsultant, były współprzewodniczący Pierwszej Partii Łotwy, wiceprzewodniczący Sejmu (2002–2004) i minister spraw wewnętrznych (2004–2005).

## Życiorys
Ukończył szkołę techniczną Rīgas Valsts tehnikums, kształcił się tam w zawodzie stolarza. Odbył służbę wojskową, po czym studiował w Łotewskim Państwowym Instytucie Kultury Fizycznej. Kształcił się też w luterańskim seminarium duchownym w Rydze, następnie pracował jako pastor w parafiach w Mežaparks, Katlakalns i Olaine. Od końca lat 80. do 2001 przebywał na emigracji w Stanach Zjednoczonych, uzyskał obywatelstwo tego kraju. Pracował tam jako trener boksu, założył własne centrum boksu i fitnessu. W Chicago uzyskał magisterium z teologii. W USA udzielał się jako pastor, a także jako wykładowca.
W 2001 powrócił na Łotwę, stanął na czele organizacji pozarządowej „Par garīgo atdzimšanu Latvijā”. Uzyskał obywatelstwo łotewskie, a w 2002 został współprzewodniczącym (z Ainārsem Šlesersem) nowo powołanej Pierwszej Partii Łotwy. W wyborach w tym samym roku uzyskał mandat posła na Sejm. Od 2002 do 2004 pełnił obowiązki wiceprzewodniczącego łotewskiego parlamentu. Od marca 2004 do października 2005 sprawował urząd ministra spraw wewnętrznych w rządach Indulisa Emsisa i Aigarsa Kalvītisa. Po ustąpieniu z funkcji powrócił do wykonywania mandatu posła. Odszedł z Pierwszej Partii Łotwy, od początku 2006 do końca kadencji w tym samym roku pozostawał posłem niezrzeszonym.
Został prezesem i dyrektorem wykonawczym Cultural Bridges International. Od 2008 odpowiadał za politykę bezpieczeństwa w Latvijas Gaisa Satiksme. W 2010 podjął współpracę z ugrupowaniem Wszystko dla Łotwy!. Zajął się również działalnością konsultingową w ramach różnych przedsiębiorstw.